# Gustav Hirsch
Gustav Hirsch (31. května 1845 – 2. května 1907 Vídeň) byl rakouský politik ze Slezska, za Rakouska-Uherska v závěru 19. a počátkem 20. století poslanec Říšské rady.

## Biografie
Byl statkářem v Albrechticích.
V 80. letech 19. století se zapojil i do celostátní politiky. V doplňovacích volbách roku 1882 získal mandát na Říšské radě za velkostatkářskou kurii ve Slezsku. Nastoupil místo poslance Moritze Rohrmanna. Slib složil 15. ledna 1883. Mandát obhájil i v řádných volbách do Říšské rady roku 1885, volbách do Říšské rady roku 1891, volbách do Říšské rady roku 1897 a volbách do Říšské rady roku 1901. K roku 1907 se profesně uvádí jako majitel statku.
V parlamentu patřil mezi německé liberály, tedy k centralistické Ústavní straně. Po volbách roku 1885 patřil do klubu Sjednocené levice, do kterého se spojilo několik ústavověrných proudů německých liberálů. Po rozpadu Sjednocené levice přešel do frakce Německorakouský klub. V roce 1890 se uvádí jako poslanec obnoveného klubu německých liberálů, nyní oficiálně nazývaného Sjednocená německá levice. I ve volbách roku 1891 byl na Říšskou radu zvolen za klub Sjednocené německé levice.
Zemřel v květnu 1907, ve věku 62 let.